# 20252 Eyjafjallajökull
(20252) Eyjafjallajökull, denumire internațională (20252) Eyjafjallajokull, este un asteroid din centura principală de asteroizi.

## Descriere
20252 Eyjafjallajökull este un asteroid din centura principală de asteroizi. A fost descoperit pe 1 martie 1998 la Observatorul La Silla de Eric Walter Elst. Asteroidul prezintă o orbită caracterizată de o semiaxă mare de 2,27 ua, o excentricitate de 0,07 și o înclinație de 7,1° în raport cu ecliptica.